# Concerto pour hautbois baryton
Le hautbois baryton, parent du hautbois ayant la même tessiture que celui-ci, est capable de jouer n'importe quelle œuvre écrite pour hautbois - il sonne cependant une octave plus bas. Par ailleurs, un très petit nombre de concertos ont été écrits pour le hautbois baryton et un instrument proche avec le même registre, le heckelphone. Il s'agit notamment des compositions suivantes :

## XXesiècle
- Concerto pour hautbois baryton, The East Coast, de Gavin Bryars
- Concerto pour heckelphone et orchestre (1979), opus 60 de Hans Mielenz (nl)
- Concertino pour heckelphone et orchestre à cordes de Henri Wolking

## Référence
- (en) Cet article est partiellement ou en totalité issu de l’article de Wikipédia en anglais intitulé « Bass oboe concerto » (voir la liste des auteurs).